# Premio Positano Léonide Massine
Il Premio Positano Léonide Massine è un riconoscimento italiano rivolto a interpreti, coreografi e compagnie di danza che si sono distinti nel corso dell'anno. Istituito nel 1969, è considerato il più antico premio di danza al mondo.

## Storia
Il premio fu ideato da Luca Vespoli in collaborazione con Alberto Testa. La prima edizione, intitolata Premio Positano, si svolse il 2 agosto 1969. Dieci anni dopo, fu dedicato alla memoria di Léonide Massine, ballerino e coreografo russo, abitante di Positano.
La Costa d'Amalfi nel XX secolo fu un luogo di mecenatismo per i danzatori dei Ballets russes. Dopo lo scoppio della Rivoluzione d'ottobre del 1917, Massine, al termine di uno spettacolo al San Carlo di Napoli, decise di fermarsi a Positano. Con lui andò l'impresario Djagilev, che acquistò le isole Li Galli nel 1924 e invitò nella sua tenuta le personalità di danza dell'epoca, fra le quali Nijinskij. Djagilev donò a Massine le isole Li Galli, succedute in seguito a Rudol'f Nureev.
L'evento, organizzato dal Comune di Positano, è gemellato con il Prix Benois de la Danse del Teatro Bol'šoj. Il primo conduttore della serata, il giornalista Luca Vespoli, era solito chiudere le edizioni con il motto: Finché c’è danza c’è speranza. Alberto Testa fu il primo direttore artistico, seguito da Daniele Cipriani. Dal 2016 la direzione è affidata a Laura Valente, conduttrice e membro di giuria.

## I premi
I premi assegnati da una giuria internazionale sono i seguenti:
- Interprete femminile dell'anno nel panorama internazionale
- Interprete maschile dell'anno nel panorama internazionale
- Interprete femminile dell'anno nella scena contemporanea
- Interprete maschile dell'anno nella scena contemporanea
- Interprete di danza classica dell'anno nella scena italiana
- Interprete di danza contemporanea dell'anno nella scena italiana
- Interprete femminile emergente
- Interprete maschile emergente
- Coreografo dell'anno
- Compagnia di danza dell'anno
- Premio alla carriera
- Premio Luca Vespoli (dedicato alle personalità che si sono distinte nella promozione dell’arte della danza)